# Protestes econòmiques peruanes del 2022
Les protestes massives al Perú contra la inflació i el govern del president Pedro Castillo van començar el març de 2022. Les protestes es van produir enmig de l'augment dels preus dels fertilitzants i del combustible causat per la invasió russa d'Ucraïna i les sancions occidentals imposades a Rússia. Algunes de les més grans van ser organitzades per Geovani Rafael Diez Villegas, el líder de la Unió de Gremis de Transport Multimodal del Perú (UGTRANM), que es diu que té més poder que el propi Ministeri de Transports i Comunicacions, i que havia col·laborat prèviament a finals del 2021 amb directius empresarials i polítics de dreta, oposant-se al govern de Castillo. Diez Villegas va exigir l'eliminació de les restriccions de passatgers als autobusos, indults per als treballadors del transport acusats de delictes i negociacions per condonar el deute dels empresaris del transport amb el govern. Posteriorment va organitzar una vaga general amb la intenció de paralitzar el transport al Perú a partir del 4 d'abril de 2022 que va provocar protestes, escassetat de productes, aturades del transport i disturbis.
El govern de Castillo va respondre a les protestes amb la suspensió d'un impost sobre el combustible del 30%, tot i que les empreses de combustibles es van negar a abaixar els preus i les protestes van continuar. Després dels aldarulls generalitzats del 4 d'abril després que la UGTRANM convoqués una vaga general, el president Castillo va declarar l'estat d'emergència un mes, citant informes d'intel·ligència sobre violència planificada, i va imposar el toc de queda a la capital, Lima, que després va retirar. Els aldarulls es van reproduir a tot el país el 5 d'abril, amb milers de persones manifestant-se a Lima i intentant assaltar el Palau Legislatiu durant la reunió de Castillo amb el Congrés. A més, es van saquejar les oficines del Tribunal Suprem. El 7 d'abril, Castillo es va reunir amb diversos líders de les protestes per tal de trobar una solució a la situació, mentre que més tard aquell mateix dia el Congrés va votar una moció demanant la dimissió de Castillo, amb 61 vots a favor, 43 en contra i 1 abstenció.

## Rerefons

### Pandèmia de la COVID-19 al Perú
Com a conseqüència de l'estancament econòmic durant la pandèmia de la COVID-19 al Perú, entre el deu i el vint per cent dels peruans van caure per sota del llindar de pobresa el 2020, revertint una dècada de reducció de la pobresa al país i donant lloc a una taxa de pobresa del 30,1% aquell any. Segons l'Institut d'Economia i Desenvolupament Empresarial (IEDEP) de la Cambra de Comerç de Lima, la classe mitjana del país es va reduir a gairebé la meitat, del 43,6% el 2019 al 24% el 2020 a causa de a la crisi. Després de les repercussions econòmiques mundials derivades de les sancions contra Rússia a causa de la invasió russa d'Ucraïna a partir del febrer del 2022, la inflació al Perú va augmentar bruscament. A l'abril del 2022 la taxa d'inflació al Perú va arribar al seu nivell més alt en 26 anys, creant encara més dificultats per a la població recentment empobrida.

### Germandat de Pisco
Segons Convoca, el líder de la Unió de Gremis de Transport Multimodal del Perú (UGTRANM), Geovani Rafael Diez Villegas, es va reunir amb el president Castillo l'agost del 2021 en nom de la Societat Nacional d'Indústries (SNI), una organització d'empresaris de la indústria manufacturera. A causa del poder que Diez Villegas ostentava al Perú, el diari El Comercio el va qualificar de "ministre paral·lel" del Ministeri de Transports i Comunicacions (MTC), publicant que "té el poder de decisió sobre les normatives publicades per l'MTC i s'ha passejat per aquest ministeri al llarg de tres administracions com si fos casa seva”. El setembre del 2021 els líders de l'SNI, UGTRANM, líders polítics i altres executius van començar a reunir-se com a "Germandat de Pisco" i van planificar diverses accions, com ara el finançament de vagues de transport per tal de desestabilitzar el govern de Castillo i provocar la seva destitució. L'octubre del 2021 el lloc web "El Foco" va publicar enregistraments filtrats d'un xat de grup de WhatsApp, amb Bruno Alecchi, del Comitè Permanent de Transport de l'SNI, reenviant missatges del líder d'UGTRANM, Geovani Rafael Diez Villegas, sobre una vaga de transport organitzada per al 8 de novembre del 2021 on compartia idees a favor, mencionant el president del SNI i exvicepresident del Perú d'Alberto Fujimori, Ricardo Márquez Flores. Els planificadors també estaven discutint propostes de com finançar les protestes i la compra de mitjans de comunicació per donar suport al seu esforç per destituir Castillo del càrrec. El Foco va publicar que havien descobert que una Fujimorista anomenada Vanya Thais, que havia creat l'operació mediàtica "Freedom Project", també havia estat en contacte amb el grup després que planegessin finançar el seu projecte. Després de la filtració dels missatges, més filtracions van mostrar que els membres del xat del grup van advertir que abandonessin el grup a causa del seguiment dels mitjans. Posteriorment l'SNI va emetre un comunicat dient que les opinions personals dels membres no representaven l'entitat en el seu conjunt.

### Intents de destitució
Durant el seu mandat, Castillo va escollir persones amb perfils controvertits per al seu govern, i alguns funcionaris qualificats pels crítics com a "no qualificats per als seus càrrecs", principalment del seu partit Perú Libre, mentre que altres estaven suposadament implicats en trames de corrupció.
Quatre mesos després del principi del mandat de Castillo, el 19 de novembre de 2021, la seva antiga rival a la presidència Keiko Fujimori va anunciar que el seu partit havia iniciat els procediments d'impeachment, argumentant que Castillo era "moralment incapaç per al càrrec". Poc temps després, va créixer la polèmica quan els diaris van informar que Castillo s'havia reunit en secret amb persones a la seva antiga seu de campanya a Breña, una possible violació d'una complexa normativa de transparència de recent creació. Uns àudios suposadament obtinguts a la seva residència i difosos per América Televisión van ser criticats i rebutjats com a fraudulents. Castillo va respondre a l'amenaça d'impeachment afirmant que "no em preocupa el soroll polític perquè el poble m'ha escollit a mi, no les màfies ni els corruptes". L'impeachment no va tirar endavant: 76 membres del Congrés van votar en contra en contra del procediment, 46 hi van votar a favor i 4 es van abstenir. Així doncs, no es va assolir el requisit de 52 vots favorables. Perú Libre finalment va donar suport a Castillo durant el procés i va qualificar la votació com un intent de cop d'estat de la dreta. Castillo va respondre a la votació dient "Germans i germanes, acabem amb les crisis polítiques i treballem junts per aconseguir un Perú just i solidari".
El febrer del 2022, va circular la informació que fujimoristes i polítics propers a Keiko Fujimori havien organitzat una reunió a l'hotel Casa Andina de Lima amb l'assistència del grup alemany liberal Friedrich Naumann Foundation, incloent-hi la presidenta del Congrés Maricarmen Alva per discutir plans per destituir el president Castillo. La presidenta del Congrés, Maricarmen Alva, ja havia manifestat la seva predisposició a assumir la presidència del Perú si Castillo perdia el càrrec i la filtració d'un xat de grup de Telegram de la Junta Directiva del Congrés, que ella encapçalava, va revelar els plans coordinats per destituir Castillo. Es va arribar a tramitar un segon intent de destitució per denúncies de corrupció el març del 2022, ja que l'aprovació de Castillo havia baixat fins al 24%. El 28 de març, Castillo va comparèixer al Congrés qualificant les denúncies d'infundades i va demanar als legisladors que "votin a favor de la democràcia" i "en contra de la inestabilitat". El resultat va ser de 55 vots a favor, 54 en contra i 19 abstencions, sense arribar als 87 vots necessaris per a la destitució de Castillo. Al mateix temps, el líder de l'UGTRANM, Geovani Rafael Diez Villegas, de qui s'havia dit que havia estat involucrat en la Germandat de Pisco per destituir Castillo del seu càrrec, va anunciar l'inici de vagues de transport al Perú

## Cronologia

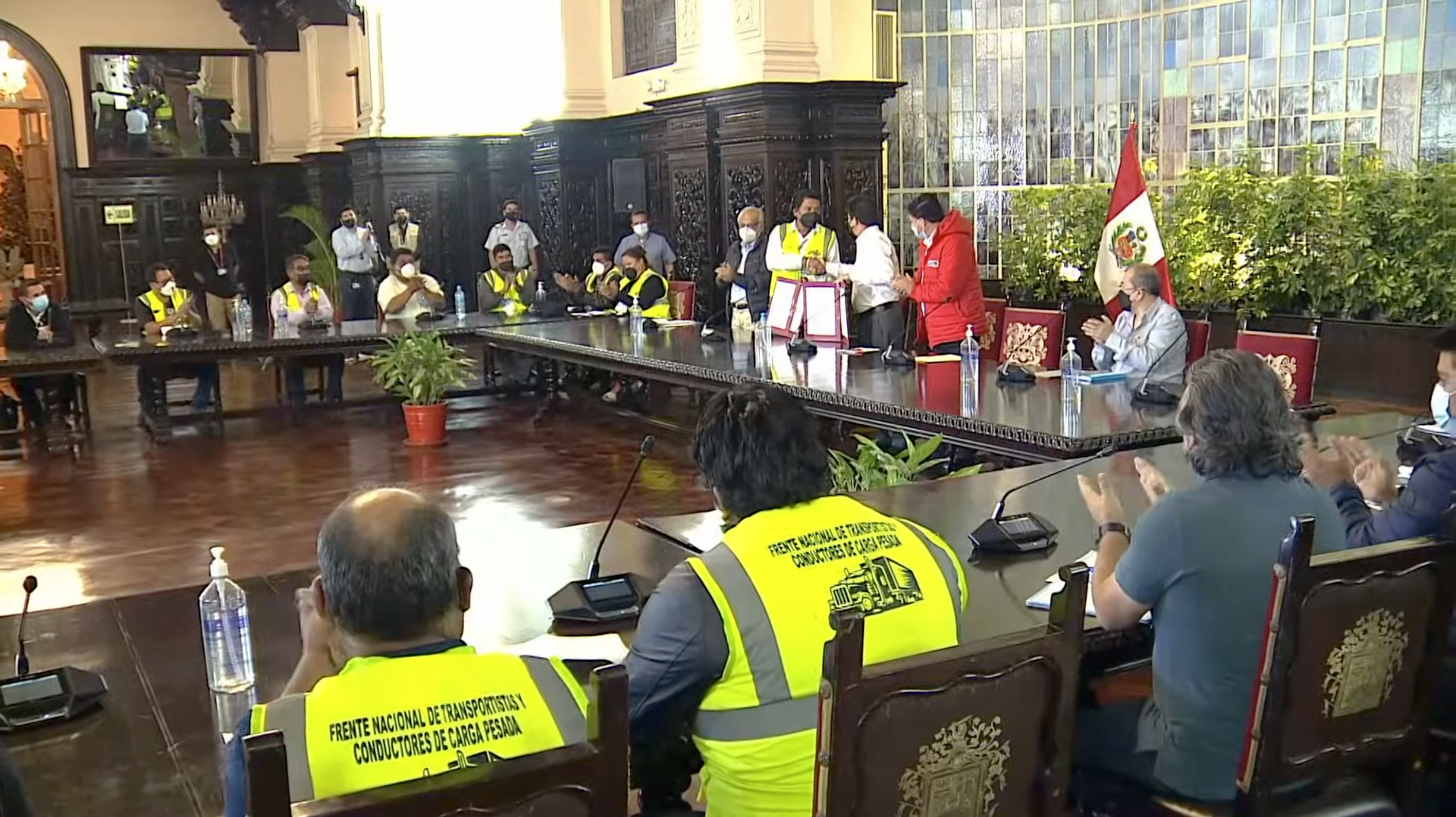
El president Pedro Castillo després de signar un acord amb el Front Nacional de Transportistes i Conductors de Càrrega Pesant el 3 d'abril de 2022.

La inflació en els productes essencials, juntament amb l'augment dels preus dels fertilitzants i dels combustibles com a resultat de les sancions occidentals a Rússia va fer enfadar els peruans de les zones rurals, fent-los canviar de la seva posició de suport a Castillo, a protestar contra el seu govern. Atès que el Perú depèn dels productes petroliers importats més que altres països de la regió, les sancions i els augments de preus posteriors hi van tenir un impacte més gran. Les primeres barricades van sorgir el 28 de març, el dia de la destitució fallida del president Castillo. La UGTRANM va plantejar demandes que incloïen l'eliminació de les restriccions de passatgers als autobusos, indults per als treballadors del transport acusats de delictes i negociacions per als empresaris del transport que devien milers de soles al govern. El mateix líder d'UGTRANM, Geovani Rafael Diez Villegas, devia també a la Superintendencia Nacional de Administración Tributaria (SUNAT) milers de soles. Castillo va afirmar el 31 de març que les protestes eren "organitzades per líders pagats" i "malintencionades", tot i que després es disculparia mentre sostenia que algunes manifestacions "poden haver estat infiltrades".
L'1 d'abril, els manifestants es van començar a amotinar a Junín i van començar a saquejar botigues, caixers automàtics i farmàcies, i les autoritats van comunicar que hi havia hagut 10 detinguts durant els aldarulls. Simultàniament, representants del govern de Castillo van viatjar per tot el país per negociar amb la UGTRANM i representants del transport, tot i que van ser rebutjats. Els líders d'UGTRANM van exigir a l'administració Castillo que abaixés els preus del combustible, tot i que el govern ja havia creat el Fons d'Estabilització del Preu del Combustible, segons l'economista Jorge Gonzales Izquierdo per tal d'evitar l'augment del preu del dièsel. El govern va suprimir un impost sobre els carburants que incrementava els preus aproximadament un 30%, tot i que les estacions de servei es van negar a rebaixar els preus. Diez Villegas de la UGTRANM va anunciar el 2 d'abril una vaga general nacional per al 4 d'abril.
Els forts aldarulls a Huancayo el 3 d'abril van provocar la mort de quatre persones; dos van morir en accidents de trànsit, un professor va morir en no poder rebre tractament d'hemodiàlisi i un menor va morir ofegat en fugir dels enfrontaments al carrer. El president Castillo va respondre a la crisi anunciant, el 3 d'abril, un augment del 10% del salari mínim nacional i rebaixant encara més els impostos sobre els carburants. La mesura, però, va tenir poc efecte sobre els treballadors del transport que sovint treballen a la gran economia informal del Perú de gairebé el 70%. Castillo també va proposar la supressió de l'impost general de vendes, tot i que això ho havia d'aprovar el Congrés.
La vaga general nacional organitzada per Diez Villegas va començar el 4 d'abril, amb conductors d'autobusos bloquejant carreteres a tot el país per impedir el transport malgrat els acords fets amb el govern de Castillo el 3 d'abril. Es van registrar aturades de transport als departaments d'Amazones, Ica, Lima, Piura, San Martín i Ucayali. Al Departament d'Ica, es va reportar el saqueig de botigues mentre els manifestants cremaven peatges de l'autopista Panamericana. A Lima, una persona va morir en una ambulància bloquejada pels manifestants, mentre que els manifestants a San Juan de Lurigancho es van enfrontar amb la policia i amb treballadors del transport que no feien la vaga general. La Policia Nacional va respondre al tancament de la Carretera Central al districte de Pachacámac, disparant gas lacrimogen als 250 manifestants que es van enfrontar amb la policia. El govern de Castillo va respondre a la violència desplegant les Forces Armades, amb 95 patrulles de l'exèrcit peruà desplegades a les regions més afectades. En un anunci aquella nit, el president Castillo va declarar l'estat d'emergència i va imposar un toc de queda total a Lima per tot el dia del 5 d'abril.
Alguns peruans es van despertar sorpresos el 5 d'abril, sense saber que Castillo havia anunciat un toc de queda d'un dia sencer, provocant conflictes de transport per als habitants de la capital. Al migdia es van sentir diverses cassolades a diversos districtes de Lima. Al vespre, milers de manifestants van formar marxes desafiant el toc de queda que es van congregar a la plaça San Martín i van intentar apropar-se al Palau Legislatiu, on el president Castillo es trobava reunit amb el congrés. La congressista Norma Yarrow del partit d'extrema dreta Renovació Popular va exigir que la policia permetés que els manifestants es reunissin als afores del Palau Legislatiu. Posteriorment, els manifestants van assaltar les oficines del Tribunal Suprem del Perú i hi van sostreure elements com ara ordinadors, electrodomèstics i material d'oficina; i la Policia Nacional va dispersar la multitud amb gasos lacrimògens després d'intentar incendiar les instal·lacions. A Ambo, intensos enfrontaments entre manifestants i policia van acabar amb una persona morta a causa de ferides al cap.
Les protestes intenses van continuar el 6 d'abril, amb enfrontaments a tot el departament d'Ica i un total d'un mort i onze ferits durant la protesta a l'autopista Panamericana prop del districte de Salas durant el matí. Dos més van ser assassinats al districte de San Juan Bautista. Durant els forts aldarulls a Ica, els manifestants van atacar a periodistes i policies i van segrestar dos policies. El líder d'UGTRANM, Diez Villegas, va afirmar que en els dos dies anteriors de protestes, "cap servei de transport públic, turístic, taxi i fins i tot mototaxi oferiria els seus serveis de trasllat als peruans" i que 140.000 treballadors del transport havien participat en la vaga per paralitzar Lima. Diez Villegas va dir que aquestes mesures s'havien pres contra Castillo després que el president denunciés que els organitzadors de protestes tenien males intencions. A Lima, els partidaris de Castillo es van concentrar a la plaça San Martín per protestar contra el Congrés.
El president Castillo va viatjar a Huancayo el 7 d'abril per assistir al Consell Descentralitzat de Ministres al Coliseu Wanka, amb 3.000 policies desplegats per assegurar la zona. A la reunió, Castillo va afirmar "Al Perú, la llibertat de protesta i manifestació han de ser un fet i mai s'ha de perseguir un líder". Els representants dels grups agrícoles i de transports presents van parla de les seves preocupacions amb Castillo, alhora que reconeixien l'obstrucció que el Congrés va fer contra el president, amb un líder, i exalcalde del Districte d'Acolla, Jaime Esteban Aquino, afirmant que "si no ho entenen, el poble també lluitarà contra aquests congressistes. […] L'executiu ja ha escoltat les nostres demandes […] Si el president i els ministres dimiteixen, tothom marxarà”. El primer ministre Aníbal Torres va fer en aquella reunió una afirmació inexacta sobre la millora de les infraestructures que podria experimentar el Perú, dient que Alemanya era semblant al Perú fins que Adolf Hitler va millorar la seva productivitat mitjançant la construcció de l'Autobahn, el que Radio Programas del Perú va qualificar de propaganda nazi. Durant l'acte es van produir protestes a favor i en contra Castillo a l'exterior del Coliseu Wanka. A Lima, membres de la CGTP i el SUTEP van desfilar fins al Palau Legislatiu en suport a Castillo i per exigir que el Congrés aturés l'obstrucció, que organitzés una Assemblea Constituent per redactar una nova constitució per al Perú i que si no es feien aquests canvis, es dissolgués el Congrés. Al final del dia, el Congrés va votar una moció per demanar la dimissió de Castillo, amb 61 vots a favor, 43 vots en contra i 1 abstenció.
El 9 d'abril, el president Castillo va presentar una proposta d'esmena constitucional per reformar l'article 61 de la constitució peruana que, segons ell, prohibiria "els monopolis, els oligopolis, l'acaparament, l'especulació o els acords de preus, així com l'abús de posicions dominants en el mercat" per tal d'establir una economia de mercat social.
Malgrat una treva entre el govern i alguns grups, els sindicats de Cusco van començar les protestes el 18 d'abril per reclamar la rebaixa dels preus i la reforma de la constitució, deixant centenars de turistes atrapats en algunes zones.
El 5 de novembre del 2022, milers d'opositors al govern van marxar pel centre de la capital per demanar la destitució del president Pedro Castillo.

## Reaccions

### Domèstiques
Segons el director general del Consell Nacional de Transports (CNT), Martín Ojeda, les actuacions dels treballadors del transport bloquejant carreteres van ser il·legals i semblants a l'extorsió, afirmant que "el que ha d'aplicar el Govern, amb la Fiscalia i el Ministeri de l'Interior, és l'article 200 del Codi Penal". Ojeda va explicar que els grups de transport sí que tenien dret a vaga de no conduir, però que bloquejar rutes per tot el país era un acte delictiu.
Polítics de l'oposició i grups de drets humans van criticar el toc de queda imposat pel govern de Castillo el 5 d'abril. Verónika Mendoza, líder del partit d'esquerres Junts pel Perú, va criticar el toc de queda afirmant que "El Govern no només ha traït les promeses de canvi per les quals el poble el va escollir, sinó que copia els mètodes de 'resolució de conflictes' de la dreta: ignorar els que es mobilitzen expressant el seu legítim malestar davant la situació econòmica i política, reprimint, criminalitzant i restringint drets”. L'expresident Martín Vizcarra va demanar a Castillo que dimitís del càrrec. El govern de Castillo va dir que el toc de queda estava justificat a causa dels informes d'intel·ligència sobre la violència planificada.
D'altra banda, Vladimir Cerrón, aliat del govern de la facció més dura de Perú Libre, va respondre a Mendoza: "Vostè els va trair quan va entrar al Govern de Perú Libre, amb les seves ambicions personals i de grup, amb la seva ocupació del govern, impedint que el programa del partit s'apliqui, rentant el cervell al president, complint el seu paper d'agent de la dreta". L'expresident Manuel Merino, que va ocupar breument la presidència després que Vizcarra fos retirat, va qüestionar que polítics com Francisco Sagasti, Mirtha Vásquez, Julio Guzmán, Alberto de Belaunde, Gino Costa, Verónika Mendoza o Sigrid Bazán callessin davant les morts, a diferència de les morts de Brian Pintado i Inti Sotelo en la seva curta administració del 2020.

### Internacional
La Comunitat d'Estats Llatinoamericans i del Carib (CELAC) va fer públic un comunicat en què expressava "preocupació i pesar" per les protestes i els morts, i demanava el respecte per "l'ordre democràtic".
La Comissió Interamericana de Drets Humans (CIDH) va condemnar la "restricció als drets fonamentals i els actes de violència" al Perú. El comunicat també qualificava l'estat d'excepció imposat pel Govern de "insuficient i perillós" i reiterava que les protestes socials "són un dret essencial per a l'existència i consolidació de les societats democràtiques".
El president de Bolívia, Luis Arce, va dir que la dreta al Perú "volia estafar des del carrer allò que no havia guanyat a les urnes" i que "hem de respectar el vot popular del poble peruà".